# District de Hannan
Le district de Hannan (汉南区 ; pinyin : Hànnán Qū) est une subdivision administrative de la province du Hubei en Chine. Il est placé sous la juridiction de la ville sous-provinciale de Wuhan.